# Демократична Україна (газета)
«Демократи́чна Украї́на» — всеукраїнська громадсько-політична газета, до 1991 року виходила під назвою «Радянська Україна». З початку 2020 року не видається.[джерело?]

## Історія

### Радянська доба
«Демократична Україна» заснована в червні 1918 під назвою «Коммунист» (російською мовою), як орган ЦК КП(б)У і харківського губкому, українізована 16 червня 1926 під назвою «Комуніст», 1934 у зв'язку зі зміною столиці УРСР перенесена до Києва. Після ліквідації щоденника «Вісті ВУЦВК» «Комуніст» став з 15 травня 1941 також органом Верховної Ради УРСР. Під час Другої світової війни виходила у Вороніжі, Ворошиловграді, Саратові, Москві та Харкові, від 1944 у Києві. 
З 1 лютого 1943 виходила під назвою «Радянська Україна». Станом на 1945 є органом ЦК КП(б)У, Верховної Ради і РНК УРСР.
Найбільшого значення і розквіту газета досягла після українізації, коли нарівні з «Вістями ВУЦВК», «Комуніст» був провідною політичною газетою УРСР. У газеті друкувалися, крім власних журналістів, статті політичних діячів УРСР, а також провідних комуністів інших республік та закордону. У 1930—1932 «Комуніст» виходив щоденно (по 359—360 чч. на рік), досягши 450 000 примірників накладу в 1932. У роки сталінського терору редактор і співробітники «Комуніста» були репресовані.
Від січня 1938 в Києві почала виходити паралельна республіканська газета російською мовою «Советская Украина» (тепер «Правда Украины»), накладом 345 000, причому наклад «Комуніста» становив близько 360 000. Після німецько-радянської війни наклад «Радянської України» залишився стабільним (до 500 000 примірників); одночасно дві центральні політичні газети в Москві — «Правда» та «Известия» досягли зростання накладів до 8—10 млн кожна, а кількість примірників, розповсюджуваних в УРСР, значно перевищила весь наклад «Радянської України». Так, 1970 газети «Правда» передано на Україну фототелеграфом або друковано з матриць у Києві 750 000 примірників денно, у Харкові — 270 000, у Донецьку — 250 000, у Дніпропетровську — 210 000, у Львові — 160 000. «Известия» друкувалися у Києві (1 100 000 примірників), Харкові (300 000) та кількох обласних центрах. Крім того, ці дві газети доходили до рук читача в УРСР раніше, ніж «Радянська Україна», яка часто надходила у продаж з запізненням.
У 1970 в редакції «Радянської України» працювало 95 журналістів, у тому числі 60 творчих співробітників, з них 35 працювало у редакції, а 25 були кореспондентами. Закордонних кореспондентів «Радянська Україна» не мала.
Енциклопедія українознавства в 1970-ті роки характеризувала газету так:
|  | Разом з «Правдою Украины» «Р. У.» належить до найбільших за ч. працівників загальнополіт. респ. газ. СРСР (газ. «першої категорії»). Склад ред. «Р. У.» належить до союзної «номенклатури», встановлюється у кожному випадку відповідною ухвалою ЦК КПРС, а не ЦК КПУ. Якщо «Известия» призначені в основному міськ., зокрема інтеліґентському читачеві та працівникам держ. апарату, а «Правда» — чл. партії, «Р. У.» повинна б орієнтуватися на партійно-сов. апарат і на інтелігенцію міст і сіл в УРСР; на ділі «Правда Украины» присвячує більше місця проблематиці промисловості, міста, науки і техніки. «Специфікою «Р. У.» є виступи проти укр. «буржуазних націоналістів» і взагалі матеріали ідеологічно-пропагандивного типу. Літ. і мист. критика газ. відзначається консерватизмом та догматизмом навіть на тлі сов., особливо моск. |

### Роки української незалежності
Після проголошення незалежності України 24 серпня 1991 газета «Радянська Україна» була перейменована на «Демократична Україна».

### Відповідальні редактори газети
- Чеканюк Андрій Терентійович (1938—1943),
- Паламарчук Лука Хомич (1943—1948),
- Прикордонний Дмитро Максимович, в.о. редактора (1948—1949),
- Бєлогуров Микола Кіндратович (1949),
- Паламарчук Лука Хомич (1949—1952),
- Прикордонний Дмитро Максимович (1952—1955),
- Сидоренко Олександр Петрович (1956—1958),
- Педанюк Іван Маркович (1958—1963),
- Заруба Юрій Володимирович (1963—1965),
- Рябокляч Андрій Карпович (1965—1975),
- Сіробаба Володимир Якович (1975—1988),
- Стадниченко Володимир Якович (1988—1993),
- Побігай Олександр Григорович (1993—2003),
- Адаменко Віталій Едуардович (2003—2020).

### Додатково
З 1971 до 9 лютого 2007 ім'я «Радянської України» носив київський проспект Георгія Ґонґадзе.